# Chokoloskee
Chokoloskee es un lugar designado por el censo ubicado en el condado de Collier en el estado estadounidense de Florida. En el Censo de 2010 tenía una población de 359 habitantes y una densidad poblacional de 621,57 personas por km².

## Geografía
Chokoloskee se encuentra ubicado en las coordenadas 25°48′51″N 81°21′36″O / 25.81417, -81.36000. Según la Oficina del Censo de los Estados Unidos, Chokoloskee tiene una superficie total de 0.58 km², de la cual 0.58 km² corresponden a tierra firme y (0%) 0 km² es agua.

## Demografía
Según el censo de 2010, había 359 personas residiendo en Chokoloskee. La densidad de población era de 621,57 hab./km². De los 359 habitantes, Chokoloskee estaba compuesto por el 96.1% blancos, el 0% eran afroamericanos, el 0% eran amerindios, el 0% eran asiáticos, el 0.28% eran isleños del Pacífico, el 3.34% eran de otras razas y el 0.28% pertenecían a dos o más razas. Del total de la población el 5.57% eran hispanos o latinos de cualquier raza.